# خوسيبا يورينتي
خوسيبا يورينتي إتشاري (بالإسبانية: Joseba Llorente) (مواليد 24 نوفمبر 1979 في هونداريبيا - إسبانيا) لاعب كرة قدم إسباني سابق لعب لصالح نادي الدرجة الأولى ريال سوسيداد الإسباني في مركز المهاجم .

## روابط خارجية
- خوسيبا يورينتي على موقع قاعدة بيانات كرة القدم.إي يو (الإنجليزية)
- خوسيبا يورينتي على موقع Soccerway.com (الإنجليزية)
- خوسيبا يورينتي على موقع عالم كرة القدم.نت (الإنجليزية)
- خوسيبا يورينتي على موقع كووورة
- خوسيبا يورينتي على موقع AS.com (الإسبانية)